# FAST (人工衛星)
FAST（Fast Auroral Snapshot Explorer）はアメリカ合衆国の人工衛星。1996年8月21日、ヴァンデンバーグ空軍基地からペガサス XLロケットにより打ち上げられた。NASAのSMEXの一環として、地球の地理学的な極（en:Geographical pole）で発生するオーロラ現象のプラズマを観測、測定するため開発された。
カリフォルニア大学バークレー校の Space Sciences Laboratory によって運用された。
FASTの通常の運用は2009年5月1日に終了した。運用チームは、今後は衛星を工学実験に使用するとしている。